# Nivard Wirotte
Nivard Wirotte (geboren 1647 in Köln; gestorben 29. August 1704 in Heisterbach) war ein deutscher Zisterzienser. Von 1692 bis 1704 amtierte er als Abt des Klosters Heisterbach.

## Leben
Nivard Wirotte trat 1666 in das Kloster Heisterbach ein und empfing dort im Jahr 1672 die Priesterweihe. Nachdem Robert Küpper am 25. August 1692 von seinem Amt als Abt zurückgetreten war, wurde Nivard Wirotte während seiner Tätigkeit als Beichtvater im Kloster Gnadental noch am gleichen Tag zum 38. Abt des Klosters Heisterbach gewählt. Bedingt durch die wiederholten Belagerungen der Stadt Bonn in den Jahren 1689 und 1703 kam es auch zu gänzlichen Plünderungen in der Abtei Heisterbach. Abt Wirotte begann zwar noch mit einer Reform des Klosters, konnte sie aber nicht mehr zu Lebzeiten abschließen. Nivard Wirotte starb am 29. August 1704, nachdem er einen Schlagfluss erlitten hatte. Sein Nachfolger wurde Ferdinand Hartmann, er führte ab 1708 die von Abt Wirotte begonnenen Reformen fort.